# Raïon de Lechoukonskoïe
Le raïon de Lechoukonskoïe (en russe : Лешуко́нский райо́н, Lechoukonski raïon) est une subdivision administrative (raïon) et une municipalité (okroug municipal) de l'oblast d'Arkhangelsk dans le Nord de la Russie européenne. Situé dans le nord-est de l'oblast, le raïon est limitrophe de la république des Komis. Son centre administratif est le village de Lechoukonskoïe, et il compte en tout 253 localités. Sa population s'élevait à 5 231 habitants en 2023.

## Géographie
Le raïon se situe dans l'oblast d'Arkhangelsk, un sujet de la fédération de Russie situé dans le Nord de la Russie européenne. Le sujet fait partie du district fédéral du Nord-Ouest, et il inclus comme tout l'oblast dans la région du Nord. Comme tout l'oblast, il est situé dans le fuseau horaire MSK (heure de Moscou). Le décalage horaire appliqué par rapport au temps universel coordonné est +03:00.